# Verthemex
Verthemex település Franciaországban, Savoie megyében. Lakosainak száma 240 fő (2022. január 1.). Verthemex Le Bourget-du-Lac, Marcieux, Meyrieux-Trouet és La Motte-Servolex községekkel határos.

## Népesség
A település népessége az elmúlt években az alábbi módon változott:
| Lakosok száma | 180  | 200  | 216  | 229  | 231  | 230  | 231  | 235  | 240  |
|               | 2013 | 2015 | 2016 | 2017 | 2018 | 2019 | 2020 | 2021 | 2022 |